# Adsumus Sancte Spiritus
Adsumus Sancte Spiritus è una preghiera cristiana di invocazione dello Spirito Santo.

## Storia
La preghiera, secondo la tradizione cristiana, è attribuita a Sant'Isidoro di Siviglia. Da molti secoli, questa preghiera viene recitata durante i concili, i sinodi o in altri frangenti in cui la Chiesa si riunisce. La preghiera, in lingua latina, viene identificata con le prime parole recitate: "Adsumus Sancte Spiritus" (tradotto in "Siamo qui dinanzi a Te, Spirito Santo"). Durante il Concilio Vaticano II, questa preghiera veniva recitata all'inizio di ogni sessione per invocare lo Spirito Santo. In occasione del sinodo dei vescovi avviato nel 2021, sono state realizzate delle traduzioni in diverse lingue semplificando il testo per facilitarne l'utilizzo.
Versione in lingua italiana
Siamo qui dinanzi a te,  Spirito Santo:  siamo tutti riuniti nel tuo nome. 
Vieni a noi,  assistici, scendi nei nostri cuori. 
Insegnaci tu ciò che dobbiamo fare,  mostraci tu il cammino da seguire tutti insieme. 
Non permettere  che da noi peccatori sia lesa la giustizia,  non ci faccia sviare l’ignoranza,  non ci renda parziali l’umana simpatia, perché siamo una sola cosa in te  e in nulla ci discostiamo dalla verità. 
Lo chiediamo a Te, che agisci in tutti i tempi e in tutti i luoghi, in comunione con il Padre e con il Figlio, per tutti i secoli dei secoli. Amen

## Testo latino
Adsumus, Domine Sancte Spiritus,
peccati quidem immanitate detenti,
sed in nomine tuo specialiter aggregati:
veni ad nos, adesto nobis;
dignare illabi cordibus nostris:
doce nos, quid agamus;
quo gradiamur ostende;
quid efficiamus, operare.
Esto solus et suggestor,
et effector judiciorum nostrorum,
qui solus cum Deo Patre, et ejus Filio
nomen possides gloriosum:
non nos patiaris perturbatores esse justitiae,
qui summe diligis aequitatem;
ut sinistrum nos non ignorantiae trahat;
non favor inflectat;
non acceptio muneris,
vel personae corrumpat:
sed junge nos tibi efficaciter
solius tuae gratiae dono,
ut simus in te unum,
et in nullo deviemus a vero;
quatenus in nomine tuo collecti,
sic in cunctis teneamus
cum moderamine pietatis justititiam,
ut hic a te in nullo
dissentiat sententia nostra,
et in futuro pro bene gestis
consequamur praemia sempiterna. Amen